# Gaspare Gabellone
Gaspare Gabellone, també Caballone, Cabelone, Gabbelone i Gabaldone (Nàpols (Campania), 12 d'abril, 1727 – Idem, 22 de març, 1796), va ser un compositor italià, fill de Michele Caballone.
La diferència en el cognom del seu pare Caballone es deu a la preferència de Gaspare per utilitzar la variant Gabellone per identificar-se. Va estudiar música a partir del 1738 al Conservatori de Santa Maria di Loreto de Nàpols, on va estudiar cant i composició sota l'ensenyament de Francesco Durante. Va començar a treballar com a compositor d'òpera a partir de 1757, component i posant en escena algunes òperes còmiques al "Teatre Nuovo" de la ciutat napolitana. A partir de 1780 es va dedicar exclusivament a la composició de música sacra, gènere en el qual va adquirir un èxit considerable entre els seus contemporanis. Entre les seves altres obres que es recorden hi ha sens dubte la cantata de soprano Qui del Sebeto in riva, composta l'any 1769 per celebrar l'aniversari de la reina Carolina.

## Composicions
Música profana
- The bizarre bride (òpera bufa, llibret de P. Squalletti, tardor de 1757, Teatre Nuovo, Nàpols)
- The bizarre gambler (òpera bufa, llibret d'Antonio Palomba, primavera de 1764, Teatre Nuovo, Nàpols; en col·laboració amb Giacomo Insanguine)
- Qui del Sebeto in riva (cantata soprano encarregada per celebrar l'aniversari de la reina Maria Carolina d'Àustria, 1769)
- Altres àries i cantates (Se il tenero mio core, Temea Licida Amante, ària soprano amb oboè i veu obligatòria)

Música sacra
- Jacob a Egipte (oratori, 1780, Cava)
- Jesús Crucificat (oratori, llibret de G. Gigli, 1781, Nàpols)
- Jesús baixat de la Creu (oratori, 1786, Roma i Bolonya, S. Maria della Morte, 1787)
- Antioco (oratori, 1787, Faenza)
- La deposició de la creu i l'enterrament del Redemptor (oratori, 1787, Bolonya)
- Jesús baixat de la Creu i després enterrat (oratori, 1797, Nàpols)
- 2 Christus i Miserere
- 4 Tantum ergo
- Passió pel Divendres Sant (1756)
- Passió pel Divendres Sant (data desconeguda)
- Himne al gloriós Patriarca Sant Josep
- Passió pel Diumenge de Rams i el Divendres Sant
- Missa de Rèquiem (perduda)
- Missa en la major

Música instrumental
- 12 escapades (1785)
- 2 escapades
- Simfonia
- Obertura
- Concert en fa major per a mandolina i cordes
- Concert en do major per a oboè i cordes